# Allen Coulter

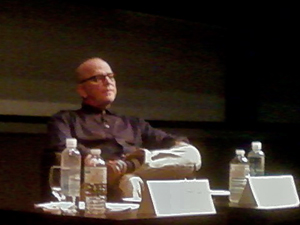
Allen Coulter (2011)

Allen Coulter är en amerikansk tv-regissör som blivit nominerad för 7 Primetime Emmy Awards. 
Han har gjort den amerikanska dramafilmen Remember me (2010), Hollywoodland (2006) och TV-serien Michael Hayes (1997). Han har också producerat 20 avsnitt av tv-serien Sopranos (1999-2000).